# MI.C
MI.C es un rascacielos de Milán en Italia.

## Historia
Diseñado por Park Associati, el rascacielos ocupa el lugar del antiguo Hotel Michelangelo, cerrado en 2020 y demolido en 2023 en vista de los trabajos de construcción con finalización prevista en 2026.

## Descripción
La torre está diseñada para alcanzar una altura de 95 metros distribuida en 22 pisos. El nuevo edificio estará compuesto por dos altas estructuras de torre adyacentes que se desarrollarán a partir de un volumen alineado a los edificios circundan que conectará el complejo con su entorno.